# Schrankia nesiota
Schrankia nesiota är en fjärilsart som beskrevs av Hans Rebel 1916. Schrankia nesiota ingår i släktet Schrankia och familjen nattflyn. Inga underarter finns listade.